# Auchan Titan
Iris Shopping Center este un centru comercial din cartierul Titan, București.
A fost dezvoltat de compania Avrig 35, și cumpărat de la aceasta de fondul de investiții Deutsche Gesellschaft fur Immobilienfonds (DEGI), pentru suma de 147 milioane euro.
Proiectul din Titan se desfășoară pe o suprafață de teren de aproximativ 10 hectare și cuprinde primul hipermarket Auchan de pe piața locală, cu o suprafață de vânzare de 16.000 metri pătrați.